# إستراتيجية عسكرية

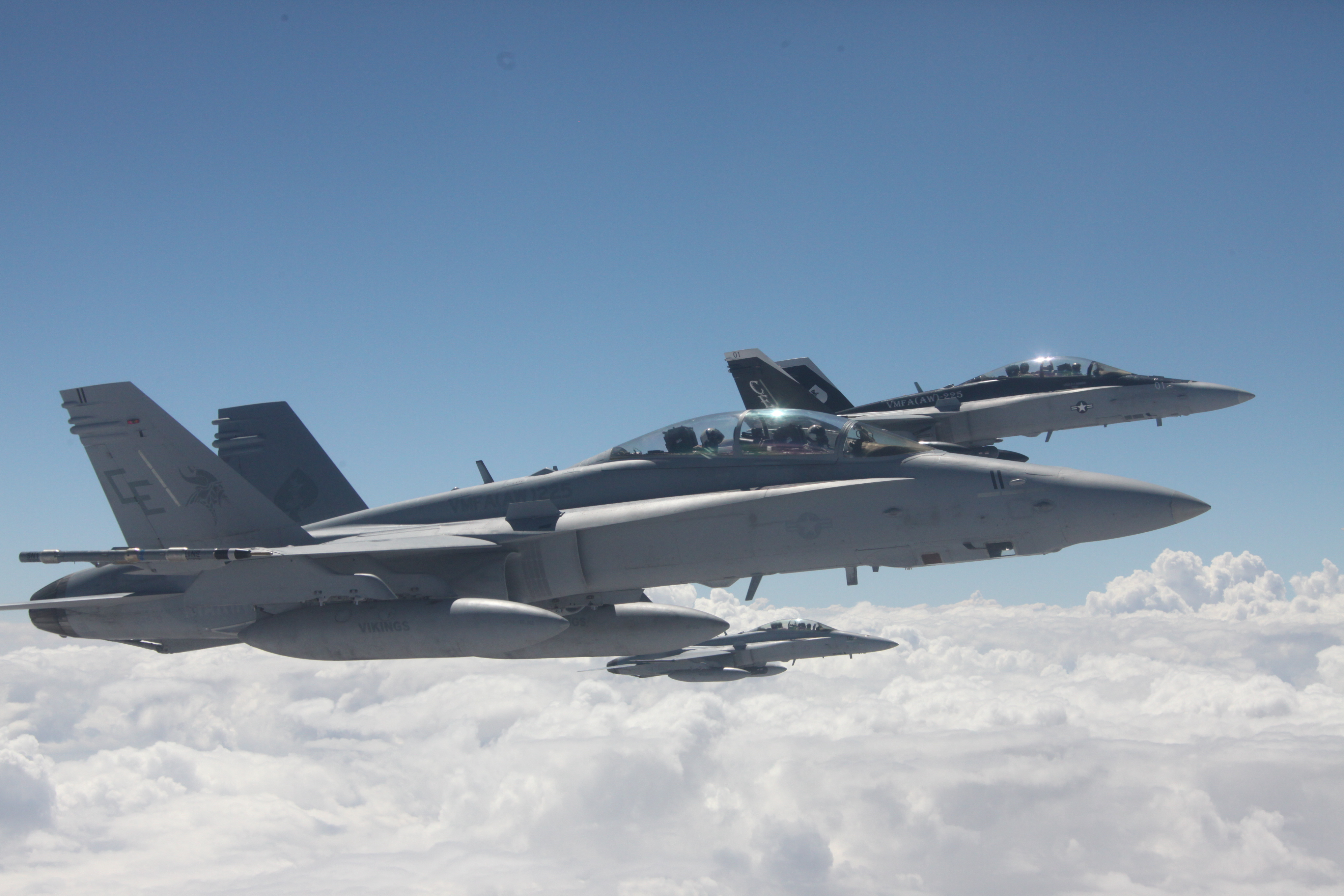
ثلاث طائرات من طراز F-18 تحلق على ارتفاع تقريبي يبلغ 20 ألف قدم في سماء ولاية نيفادا

الاستراتيجية العسكرية اسم جماعي يطلق على عملية التخطيط لخوض الحروب. تشتق كلمة استراتيجية من الكلمة اليونانية ستراتيجوس (باليوناني στρατηγός)، المشتقة من كلمتين (stratos) وتعني الجيش و(agein) وتعني قيادة واستخدام الكلمة المركبة تعني قائد الجيش أو القائد العسكري  وكانت الاستراتيجية تعدّ «فن القائد». وتتناول الاستراتيجية العسكرية تخطيط وتنفيذ الحملات، تحركات وتصرف القوات، وخداع العدو.
ارتبط لفظ الاستراتيجية بفن إدارة الحرب والاستعداد لها، وقيادة الصراع المسلح مع العدو، وتوفير الظروف المناسبة لخوض الصراع وقد مر مفهوم الاستراتيجية في المجال العسكري بأكثر من مرحلة، عرفت على أنها التدابير الواسعة التي تستخدم في تحريك القوات إلى الجهة الحاسمة في أكثر الظروف ملائمة.
يرى منير شفيق أحد مفكري المدرسة العسكرية الشرقية بأن الاستراتيجية العسكرية: فن استخدام القوات، مع التركيز على أهمية اختيار اللحظة الحاسمة؛ لإنزال الضربة القاضية بالعدو بصورة سهلة و شبه مضمونة.

## المبادئ
بحسب كتاب فن الحرب للقائد الصيني سون تزو، تكون مبادئ الحرب العسكرية على الشكل التالي:
- تحديد الهدف
- وضع خطة الهجوم
- فهم الكتلة الهجومية أو حجم الجيش
- توضيح القوة الاقتصادية المتاحة
- وضع خطة المناورة
- تأمين التحكم بالقوات أو تدريب القيادة
- التأكد من وجود الأمان أو التأمين على القوات
- البساطة في التخطيط والوضوح